# Démographie de la Picardie
Au 1er janvier 2006, le nombre d'habitants de la région de Picardie était estimé à 1 886 000 habitants, soit 3,2 % de la population de la France métropolitaine. Le rythme de croissance démographique de la région est un des plus faibles du pays (+ 0,22 % par an depuis 1999), et ce malgré la fécondité des femmes picardes qui dépasse 2 enfants depuis 2005, fait rarissime en Europe. L'accroissement modeste de la population de la région est totalement dû au solde naturel (+ 0,44 % par an), le solde migratoire étant négatif.

Drapeau de la Picardie

## Évolution de la population
| Année | Population au 1er janvier | Population au 1er janvier | Population au 1er janvier | Population au 1er janvier |
| Année | département de l'Aisne    | département de l'Oise     | département de la Somme   | Total Picardie            |
| ----- | ------------------------- | ------------------------- | ------------------------- | ------------------------- |
| 1801  | 425 981                   | 350 854                   | 459 453                   | 1 236 288                 |
| 1821  | 459 666                   | 375 817                   | 508 710                   | 1 344 193                 |
| 1831  | 513 000                   | 397 725                   | 543 924                   | 1 454 649                 |
| 1841  | 542 213                   | 398 868                   | 559 680                   | 1 500 761                 |
| 1851  | 558 334                   | 403 857                   | 569 341                   | 1 531 532                 |
| 1856  | 555 539                   | 396 085                   | 566 619                   | 1 518 243                 |
| 1861  | 564 597                   | 401 417                   | 572 646                   | 1 538 660                 |
| 1866  | 565 025                   | 401 274                   | 572 640                   | 1 538 939                 |
| 1901  | 535 114                   | 407 808                   | 536 773                   | 1 479 695                 |
| 1936  | 484 329                   | 402 569                   | 466 750                   | 1 353 648                 |
| 1946  | 453 120                   | 396 724                   | 440 717                   | 1 290 561                 |
| 1954  | 487 068                   | 435 308                   | 464 153                   | 1 386 529                 |
| 1962  | 512 920                   | 481 289                   | 488 225                   | 1 482 434                 |
| 1968  | 526 000                   | 541 000                   | 512 000                   | 1 578 508                 |
| 1975  | 533 862                   | 606 320                   | 538 462                   | 1 678 644                 |
| 1982  | 533 970                   | 661 781                   | 544 570                   | 1 740 321                 |
| 1990  | 536 896                   | 724 587                   | 547 485                   | 1 808 968                 |
| 1995  | 538 324                   | 755 673                   | 552 153                   | 1 846 150                 |
| 1996  | 538 017                   | 760 914                   | 553 038                   | 1 851 969                 |
| 1997  | 537 751                   | 763 991                   | 553 670                   | 1 855 412                 |
| 1998  | 536 629                   | 765 111                   | 554 595                   | 1 856 335                 |
| 1999  | 536 181                   | 766 253                   | 555 547                   | 1 857 981                 |
| 2000  | 536 574                   | 769 863                   | 556 495                   | 1 862 932                 |
| 2001  | 537 043                   | 773 501                   | 557 515                   | 1 868 059                 |
| 2002  | 536 983                   | 776 826                   | 558 274                   | 1 872 083                 |
| 2003  | 536 646                   | 779 945                   | 558 568                   | 1 875 159                 |
| 2004  | 535 991                   | 782 592                   | 558 611                   | 1 877 194                 |
| 2005  | 535 981                   | 785 967                   | 558 942                   | 1 880 890                 |
| 2006  | 537 061                   | 792 975                   | 564 319                   | 1 886 000                 |
| 2011  | 541 302                   | 805 642                   | 571 211                   | 1 918 155                 |
| 2012  | 540 888                   | 810 300                   | 571 154                   | 1 922 342                 |
| 2013  | 540 067                   | 815 400                   | 571 675                   | 1 927 142                 |
| 2016  | 536 136                   | 823 542                   | 572 744                   | 1 932 422                 |
| Année | département de l'Aisne    | département de l'Oise     | département de la Somme   | Total Picardie            |

Sources : INSEE, et IAURIF.
Malgré un solde naturel toujours largement positif, depuis 1990, la croissance démographique de la région s'est nettement ralentie, étant donné la forte émigration qui la frappe. Seul le département de l'Oise progresse encore réellement. Ceci est dû à sa proximité avec l'Île-de-France. La partie méridionale du département fait en effet partie de la couronne périurbaine de l'aire urbaine de Paris, et recueille les bénéfices de l'étalement continuel de cette dernière. En d'autres termes, c'est la seule partie de Picardie qui soit une zone d'immigration.
| 1968      | 1975      | 1982      | 1990      | 1999      | 2006      | 2011      | 2012      |
| --------- | --------- | --------- | --------- | --------- | --------- | --------- | --------- |
| 1 578 508 | 1 678 644 | 1 740 321 | 1 810 687 | 1 857 105 | 1 894 355 | 1 918 155 | 1 922 342 |

## Mouvement naturel de la population

### Évolution des naissances et des décès
Les chiffres suivants sont fournis par l'INSEE,.
| Département | 2000                 | 2000            | 2000          | 2004                 | 2004            | 2004          | 2005                 | 2005            | 2005          |
| Département | Nombre de naissances | Nombre de décès | Solde naturel | Nombre de naissances | Nombre de décès | Solde naturel | Nombre de naissances | Nombre de décès | Solde naturel |
| ----------- | -------------------- | --------------- | ------------- | -------------------- | --------------- | ------------- | -------------------- | --------------- | ------------- |
| Aisne       | 7 284                | 5 388           | 1 896         | 6 761                | 5 047           | 1 714         | 6 889                | 5 195           | 1 694         |
| Oise        | 10 967               | 6 008           | 4 959         | 10 630               | 5 613           | 5 017         | 10 753               | 5 740           | 5 013         |
| Somme       | 7 435                | 5 361           | 2 074         | 7 035                | 5 289           | 1 746         | 7 024                | 5 440           | 1 584         |
| Picardie    | 25 686               | 16 757          | 8 929         | 24 426               | 15 949          | 8 477         | 24 666               | 16 375          | 8 291         |

### Fécondité par département
Le nombre moyen d'enfants par femme ou indice conjoncturel de fécondité a évolué comme suit pour chaque département et pour l'ensemble de la Picardie :
| Département           | Fécondité 1999 | Fécondité 2000 | Fécondité 2001 | Fécondité 2002 | Fécondité 2003 | Fécondité 2004 | Fécondité 2005 |
| --------------------- | -------------- | -------------- | -------------- | -------------- | -------------- | -------------- | -------------- |
| Aisne                 | 2,04           | 2,12           | 2,08           | 2,08           | 2,08           | 2,08           |                |
| Oise                  | 1,96           | 2,01           | 2,05           | 2,04           | 2,04           | 2,04           |                |
| Somme                 | 1,80           | 1,87           | 1,88           | 1,80           | 1,84           | 1,84           |                |
| Picardie              | 1,93           | 1,99           | 2,00           | 1,97           | 1,98           | 1,99           |                |
| France métropolitaine | 1,79           | 1,87           | 1,88           | 1,87           | 1,87           | 1,90           | 1,92           |

La Picardie est avec la région des Pays de la Loire la région la plus féconde de France. Deux départements sur trois présentent un taux de fécondité supérieur à 2 (l'Aisne et l'Oise), ce qui veut dire que les femmes y ont en moyenne plus de deux enfants, fait devenu rarissime en Europe. Le département de la Somme cependant ne suit pas le mouvement, étant donné que la faible fécondité de l'agglomération d'Amiens tire le département vers le bas. À la suite de quoi, la région n'avait pas encore dépassé la barre des deux naissances par femme en 2003.
Les données de fécondité postérieures à 2003 sont malheureusement fort fragmentaires. L'INSEE  révèle cependant qu'en 2005, la fécondité de la Picardie a enfin dépassé le seuil du taux de fécondité de 2,0, de même que quatre autres régions, avec en tête les Pays de la Loire. Il s'agit du Nord-Pas-de-Calais, de la Picardie, de la Franche-Comté et de la région Centre. La Picardie garderait ainsi sa place en tête des régions les plus fertiles du pays.

### Répartition des naissances par nationalité de la mère
Les chiffres suivants sont fournis par l'INSEE pour l'année 2004 :
|                  | Ensemble | Françaises | Étrangères | Étrangères | Étrangères | Étrangères | Étrangères | Étrangères | Étrangères |
| Total étrangères | Ensemble | Françaises | Algérie    | Espagne    | Italie     | Portugal   | Maroc      | Tunisie    |            |
| ---------------- | -------- | ---------- | ---------- | ---------- | ---------- | ---------- | ---------- | ---------- | ---------- |
| Aisne            | 6.761    | 6.500      | 261        | 43         | 3          | 0          | 19         | 72         | 4          |
| Oise             | 10.630   | 9.585      | 1.045      | 137        | 2          | 8          | 61         | 199        | 20         |
| Somme            | 7.035    | 6.798      | 237        | 34         | 3          | 0          | 5          | 78         | 4          |
| Picardie         | 24.426   | 22.883     | 1.543      | 214        | 8          | 8          | 85         | 349        | 28         |
| -- légitimes     | 11.780   | 10.617     | 1.163      | 181        | 4          | 5          | 49         | 322        | 27         |
| -- hors-mariage  | 12.646   | 12.266     | 380        | 33         | 4          | 3          | 36         | 27         | 1          |

Les naissances hors-mariage sont largement majoritaires dans la région, mais uniquement pour les mères de nationalité française. Par contre chez les étrangères, c'est totalement l'inverse, et surtout chez les femmes de tradition musulmane. Les naissances de mère étrangère ne constituent que 6,2 % du total, contre près de 12 % pour l'ensemble de la métropole. Ces naissances de mère étrangère sont cependant assez nombreuses proportionnellement au fort petit nombre d'étrangers (3,5 % de la population de la région)

## Immigrés et étrangers
Par immigré on entend quelqu'un résidant en France, né étranger à l'étranger. Il peut être devenu français par acquisition ou avoir gardé sa nationalité étrangère. Par contre le groupe des étrangers est constitué par l'ensemble des résidents ayant une nationalité étrangère, qu'ils soient nés en France ou hors de France.

### Nombre d'étrangers et d'immigrés en Picardie
Au recensement de 1999, les étrangers et les immigrés se répartissaient comme suit en France et en région Picardie :
|                                                  | France métropolitaine | Région Picardie | Pourcentage Picardie/France |
| ------------------------------------------------ | --------------------- | --------------- | --------------------------- |
| Français                                         | 55 260 000            | 1 795 151       | 3,24 %                      |
| -- Français de naissance nés en France           | 51 340 000            | 1 726 307       | 3,36 %                      |
| -- Français de naissance nés à l'étranger        | 1 560 000             | 19 661          | 1,26 %                      |
| -- Français par acquisition nés en France (3)    | 800 000               | 19 834          | '2,47 %                     |
| -- Français par acquisition nés à l'étranger (1) | 1 560 000             | 29 349          | 1,88 %                      |
| Étrangers                                        | 3 260 000             | 62 613          | 1,92 %                      |
| -- Étrangers nés en France                       | 510 000               | 10 806          | 2,12 %                      |
| -- Étrangers nés à l'étranger (2)                | 2 750 000             | 51 807          | 1,88 %                      |
| Population totale                                | 58 520 000            | 1 857 764       | 3,17 %                      |
| dont Immigrés                                    |                       |                 |                             |
| (1) + (2)                                        | 4 310 000             | 81 156          | 1,88 %                      |
| dont Français par acquisition                    |                       |                 |                             |
| (1) + (3)                                        | 2 360 000             | 49 183          | 2,08 %                      |

Notons qu'en Picardie le nombre d'immigrés a régulièrement baissé depuis 1982, passant de 87 010 en 1975 à 81 156 en 1999.

### Ventilation des immigrés par région du monde et pays de naissance
Pays de naissance des immigrés vivant en Picardie en 1999
Source :
| Origine          | Département - chiffres de 1999 | Département - chiffres de 1999 | Département - chiffres de 1999 | Département - chiffres de 1999 | Pourcentage | Pourcentage |
| Origine          | département de l'Aisne         | département de l'Oise          | département de la Somme        | Tot. Picardie                  | Picardie    | Métropole   |
| ---------------- | ------------------------------ | ------------------------------ | ------------------------------ | ------------------------------ | ----------- | ----------- |
| Total Général    | 19 105                         | 46 811                         | 15 240                         | 81 156                         | 100         | 100         |
| Europe           | 11 131                         | 21 228                         | 6 779                          | 39 138                         | 48          | 45          |
| -- Portugal      | 3 771                          | 9 334                          | 2 117                          | 15 222                         | 19          | 13          |
| -- Belgique      | 1 353                          | 1 687                          | 1 026                          | 4 066                          | 5           | 2           |
| -- Espagne       | 1 105                          | 1 909                          | 560                            | 3 574                          | 4           | 7           |
| -- Italie        | 1 419                          | 2 082                          | 447                            | 3 948                          | 5           | 9           |
| -- Allemagne     | 533                            | 980                            | 551                            | 2 064                          | 3           | 3           |
| -- Pologne       | 1 775                          | 2 093                          | 1 107                          | 4 975                          | 6           | 2           |
| Afrique          | 6 308                          | 19 608                         | 6 854                          | 32 770                         | 40          | 39          |
| Maghreb          | 5 246                          | 14 181                         | 4 985                          | 24 412                         | 30          | 30          |
| -- Algérie       | 1 715                          | 5 276                          | 1 911                          | 8 902                          | 11          | 13          |
| -- Maroc         | 3 205                          | 7 732                          | 2 789                          | 13 726                         | 17          | 12          |
| -- Tunisie       | 326                            | 1 173                          | 285                            | 1 784                          | 2           | 5           |
| Autres Afrique   | 1 062                          | 5 427                          | 1 869                          | 8 358                          | 10          | 9           |
| Asie             | 1 339                          | 4 903                          | 1 327                          | 7 569                          | 9           | 13          |
| -- Turquie       | 704                            | 2 216                          | 242                            | 3 162                          | 4           | 4           |
| Autres Asie      | 635                            | 2 687                          | 1 085                          | 4 407                          | 5           | 9           |
| Amérique/Océanie | 327                            | 1 072                          | 280                            | 1 679                          | 2           | 3           |
| Total Général    | 19 105                         | 46 811                         | 15 240                         | 81 156                         | 100         | 100         |
|                  | département de l'Aisne         | département de l'Oise          | département de la Somme        | Tot. Picardie                  | Picardie    | Métropole   |

La répartition des immigrés en Picardie par continent d'origine est assez semblable à celle de l'ensemble de la métropole, à l'exception des Asiatiques hors-Turquie, nettement moins nombreux qu'ailleurs. Ceci est compensé par une proportion un peu plus élevée d'Européens. Parmi ces derniers cependant on note un nombre relativement élevé de Portugais, de Belges (proximité) et d'Allemands, compensé par un nombre nettement plus faible d'immigrés italiens et espagnols. Ceux-ci constituent deux groupes fort "vieilli" d'immigrés, étant donné la date moyenne déjà ancienne de leur arrivée en France.

## Les principales aires urbaines
Les populations suivantes se réfèrent aux aires urbaines dans leur extension définie lors du recensement de 1999 ainsi que du recensement des aires urbaines de 2017.
| Aires urbaines       | Date du recensement | Date du recensement | Date du recensement |         |         |
| Aires urbaines       | 1982                | 1990                | 1999                | 2009    | 2014    |
| -------------------- | ------------------- | ------------------- | ------------------- | ------- | ------- |
| Amiens (80)          | 256 764             | 263 571             | 270 870             | 292 667 | 295 055 |
| Beauvais (60)        | 90 403              | 96 639              | 100 733             | 123 980 | 126 182 |
| Creil (60)           | 94 950              | 97 897              | 98 277              | 117 199 | 119 723 |
| Saint-Quentin (02)   | 107 184             | 106 103             | 103 781             | 111 056 | 111 095 |
| Compiègne (60)       | 95 114              | 103 925             | 108 234             | 97 861  | 98 418  |
| Soissons (02)        | 64 732              | 65 074              | 64 042              | 63 334  | 63 484  |
| Laon (02)            | 48 500              | 49 521              | 49 853              | 52 700  | 52 702  |
| Abbeville (80)       | 37 304              | 36 827              | 37 309              | 42 136  | 41 630  |
| Château-Thierry (02) | 29 750              | 32 268              | 32 401              | 34 809  | 35 187  |
| Tergnier (02)        | 25 056              | 24 257              | 24 017              | 23 152  | 22 437  |
| Chauny (02)          | 22 392              | 22 082              | 21 743              | 20 271  | 20 188  |
| Clermont (60)        | 17 447              | 18 697              | 19 631              |         |         |
| Senlis (60)          | 15 179              | 15 392              | 17 284              | 17 154  | 16 199  |
| Noyon (60)           | 21 078              | 22 325              | 22 547              | 15 943  | 15 787  |
| Paris                | 10 231 368          | 10 859 659          | 11 174 743          |         |         |

L'aire urbaine de Paris est affichée à titre informatif, étant donné qu'elle déborde assez largement sur la partie sud de la Picardie (Oise). Pour le reste, on remarque la bonne tenue des aires urbaines proches de la capitale, situées au sud de la région, et particulièrement Compiègne, Clermont, Beauvais et Château-Thierry. Sur le reste du territoire, seul Amiens progresse un peu. Les vieilles villes industrielles comme Saint-Quentin, Tergnier et Chauny sont en nette décroissance.